# Œufs à la normande
Les œufs à la normande sont une spécialité culinaire de Normandie.
Il existe deux façons de préparer les œufs à la normande : durs et en cocotte.

## Œufs durs à la normande
Il s’agit de la moitié de 4 œufs durs coupés en deux disposés dans un plat et recouverts d’un demi-litre de moules et de 250 g de champignons hachés avant d’être recouverts de la seconde moitié d’œufs durs. Les œufs sont recouverts d’un demi-litre de sauce normande et bouillis à feu vif quelques minutes sur le feu avant d’être servis garni de croûtons.

## Œufs cocotte à la normande
On utilise un demi-litre de moules décortiquées réparti au fond de 4 ramequins beurrés, salés et légèrement poivrés sur chacun duquel on casse un œuf auquel on ajoute une cuillerée à café de crème fraîche puis 10 g de gruyère râpé avant de faire cuire 8 minutes à four chaud. Servir immédiatement.